# Sự kiện Lư Câu Kiều
Sự kiện Lư Câu Kiều (盧溝橋事件 (Lư Câu Kiều sự kiện)/ ろこうきょう じけん Rokōkyōjiken) theo cách gọi ở Nhật Bản, hay Sự kiện mùng 7 tháng 7 (phồn thể: 七七事變, giản thể: 七七事变, pinyin: Qīqīshìbiàn, hán-việt: Thất Thất sự biến) theo cách gọi ở Trung Quốc, xảy ra ngày 7 tháng 7 năm 1937, được xem là sự kiện mở đầu Chiến tranh Trung-Nhật.

## Nguyên nhân

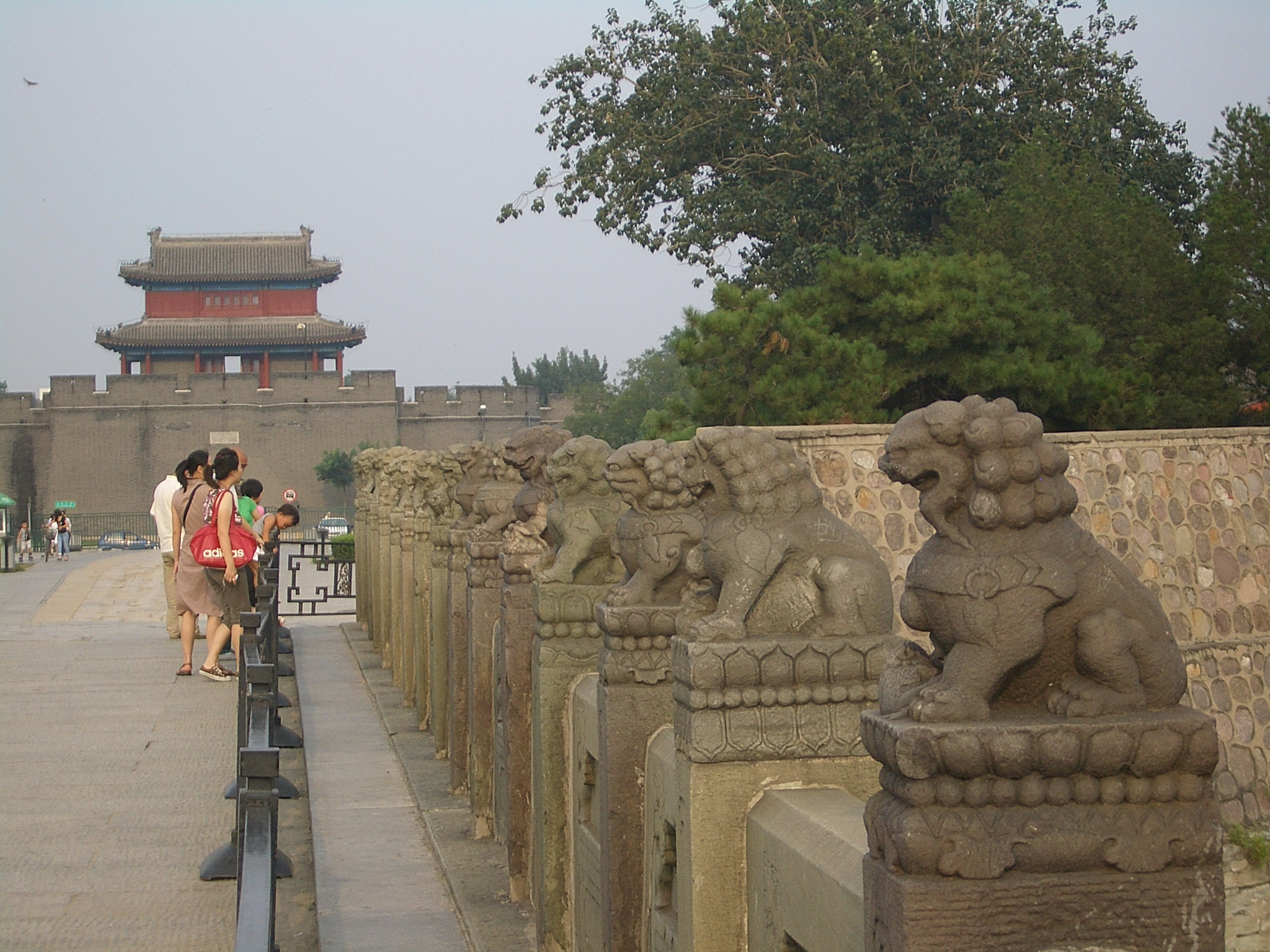
Cầu Lư Câu và thành Uyển Bình, nơi diễn ra sự kiện.

Căng thẳng giữa Đế quốc Nhật Bản và Trung Quốc bùng lên khi quân Nhật chiếm Mãn Châu năm 1931 và lập ra Mãn Châu Quốc mà Phổ Nghi, hoàng đế cuối cùng của nhà Thanh, là nguyên thủ. Mặc dù chính quyền Quốc Dân Đảng Trung Quốc không công nhận Mãn Châu Quốc, song giữa hai bên đã đạt được một thỏa thuận ngừng bắn vào năm 1931. Dù thế, vào cuối năm 1932, Lục quân Nhật Bản lại chiếm tiếp tỉnh Nhiệt Hà và sáp nhập tỉnh này vào Mãn Châu Quốc năm 1933. Căn cứ Hiệp định Hà Ứng Khâm-Umezu ký ngày 9 tháng 6 năm 1935, phía Trung Quốc công nhận sự chiếm đóng của Nhật Bản ở phía Đông Hà Bắc và Sát Cáp Nhĩ. Sau năm đó, Nhật Bản lập ra Hội đồng Tự trị Chống Cộng Ký Đông trên những vùng này. Hậu quả là, đầu năm 1937 tất cả các vùng phía Bắc, Đông và Tây của Bắc Kinh đều đã bị Nhật Bản kiểm soát.
Căn cứ các điều khoản của Điều ước Tân Sửu ngày 7 tháng 9 năm 1901, Trung Quốc phải chấp nhận cho các phái đoàn của các nước ở Bắc Kinh quyền đóng quân bảo vệ ở 12 điểm dọc theo tuyến đường sắt nối Bắc Kinh với Thiên Tân để đảm bảo lưu thông giữa thủ đô với cảng biển. Theo một hiệp định bổ sung ngày 15 tháng 7 năm 1902, các lực lượng bảo vệ này được phép tập trận mà không phải thông báo trước cho chính quyền Trung Quốc. Vào tháng 7 năm 1937, Nhật Bản đang duy trì một lực lượng chừng từ 7000 đến 15.000 quân dọc theo tuyến đường sắt.
Cầu Lư Câu, ở trấn Uyển Bình phía Tây Nam Bắc Kinh là một chốt trên tuyến đường sắt Bắc-Hán (Bắc Kinh-Vũ Hán), do quân đội Quốc Dân Đảng trấn giữ, bảo vệ con đường duy nhất nối Bắc Kinh với khu vực mà Quốc Dân Đảng kiểm soát ở phía Nam. Trước tháng 7 năm 1937, quân Nhật nhiều lần đòi quân Trung Quốc rút khỏi nơi này, và đã cố gắng mua đất để xây dựng sân bay. Phía Trung Quốc từ chối, bởi vì nếu quân Nhật kiểm soát được cây cầu và trấn Uyển Bình thì Bắc Kinh sẽ bị cô lập hoàn toàn.

## Diễn biến
Từ tháng 7 năm 1937, quân Nhật tiến hành tập trận tích cực ở gần đầu phía Tây cầu Lư Câu. Những cuộc tập trận này thường thực hiện về đêm trong khi quân đội nước ngoài hiếm khi tập trận về đêm. Chính phủ Trung Quốc đòi phía Nhật phải thông báo trước để tránh ảnh hưởng tới dân cư ở đây. Phía Nhật Bản đã đồng ý. Tuy nhiên, đêm ngày 7 tháng 7 năm 1937, những cuộc tập trận ban đêm đã không được thông báo trước, khiến cho quân Trung Quốc hết sức căng thẳng. Phía Trung Quốc tin rằng quân Nhật tấn công thật, liền nổ vài phát súng cảnh cáo, dẫn tới một cuộc đấu súng chớp nhoáng vào khoảng 11 giờ đêm. Khi một binh sĩ Nhật không trở lại đơn vị, chỉ huy đại đội của anh này liền cho rằng anh đã bị phía Trung Quốc bắt, và báo cáo sự việc lên cấp trên. Chỉ huy phía Trung Quốc Cát Tinh Văn nhận được điện thoại của phía quân Nhật đòi được phép vào Uyển Bình để tìm binh sĩ mất tích.
Lúc 23:40, tướng Tần Đức Thuần, quyền tư lệnh Quân đoàn 29 kiêm Chủ tịch Hội đồng Chính trị Hà Bắc-Sát Cáp Nhĩ lại được phía Nhật Bản yêu cầu tương tự. Viên tướng này đáp lại rằng quân Nhật đã xâm phạm chủ quyền của Trung Quốc bằng việc tập trận mà không báo trước, đồng thời từ chối cho quân Nhật vào Uyển Bình. Tuy nhiên, tướng Tần đã nói rằng ông sẽ ra lệnh cho quân Trung Quốc đóng ở Uyển Bình tìm người lính Nhật. Quân Nhật không bằng lòng, kiên quyết đòi tự tìm, rồi sau đó 2 giờ đã ra tối hậu thư. Cảnh giác, tướng Tần đã liên lạc với tư lệnh sư đoàn số 37, tướng Phùng Trị An, để quân sĩ Trung Quốc trong tư thế sẵn sàng chiến đấu.
Vào khoảng 3:30 sáng ngày 8 tháng 7, quân Nhật với trang bị 4 khẩu sơn pháo và một đại đội súng máy đã đến sát chỗ Phong Đài. Vào khoảng 4:50, hai người Nhật được phép vào Uyển Bình tìm kiếm. Tuy nhiên, bất chấp việc người Nhật được phép vào Uyển Bình, quân Nhật vẫn khai hỏa bằng súng máy vào lúc 5:00. Trong khi đó, bộ binh Nhật nấp sau xe thiết giáp đã tấn công cầu Lư Câu cùng với một cây cầu đường sắt mới ở phía Đông Nam thị trấn.
Đại tá Cát Tinh Văn chỉ huy khoảng 100 phòng thủ, được lệnh phải giữ cây cầu bằng mọi giá. Mặc dù bị thiệt hại nặng, đến trưa, quân Nhật vẫn chiếm được một phần cây cầu và vùng phụ cận. Nhưng quân Trung Quốc sau khi được tăng cường đã hơn hẳn quân Nhật về quân số. Tận dụng mưa và sương mù sáng ngày 9 tháng 7, quân Trung Quốc đã chiếm lại được cây cầu vào lúc 6:00. Tới lúc này, quân Nhật đã đạt được một thỏa thuận miệng với tướng Tần, rằng việc kiểm soát thị trấn sẽ được trao cho lực lượng công an, chứ không phải trung đoàn 219. Tuy nhiên, tướng Kawabe Masakazu, tư lệnh Lữ đoàn Bộ binh Phái kiển của quân Nhật đã bác bỏ thỏa thuận đình chiến, và không ngừng bắn vào Uyển Bình trong 3 giờ liền cho đến khi có một thỏa thuận ngừng bắn và rút quân của mình về phía Đông Bắc Uyển Bình.
Nếu thỏa thuận đình chiến và ngừng bắn được tôn trọng, và quân cả hai phía rút về các vị trí ban đầu của mình, thì sự kiện Lư Câu Kiều có lẽ đã kết thúc chỉ như một va chạm nhỏ. Tuy nhiên, từ đêm ngày 9, quân Nhật đã vi phạm thỏa thuận ngừng bắn, tiếp tục tăng cường lực lượng.
Sự leo thang tạm ngưng do thiếu tướng Tashiro Kanichiro, tư lệnh Quân đoàn Phái khiển Trung Hoa lâm bệnh và mất vào ngày 12 tháng 7 (thiếu tướng Katsuki Kiyoshi lên thay) và do các hoạt động chính trị, ngoại giao của chính phủ dân sự Nhật Bản và của tướng Ishihara Kanji để tránh làm chiến tranh giữa hai nước bùng nổ. Những nỗ lực ấy sau đó đã thất bại, chủ yếu do hành động của các chỉ huy Quân đoàn Bắc Trung Hoa Phái khiển và của các tướng lĩnh quân phiệt trong Bộ Tham mưu Lục quân của Nhật Bản. Uyển Bình lại bị bắn vào ngày 14 và chiến sự thật sự nổ ra vào ngày 25 ở Lang Phường. Tướng Tống Triết Nguyên bị đẩy lùi về phía Nam sông Vĩnh Định, để cho quân Nhật chiếm được thị trấn Uyển Bình và cầu Lư Câu.

## Ý nghĩa

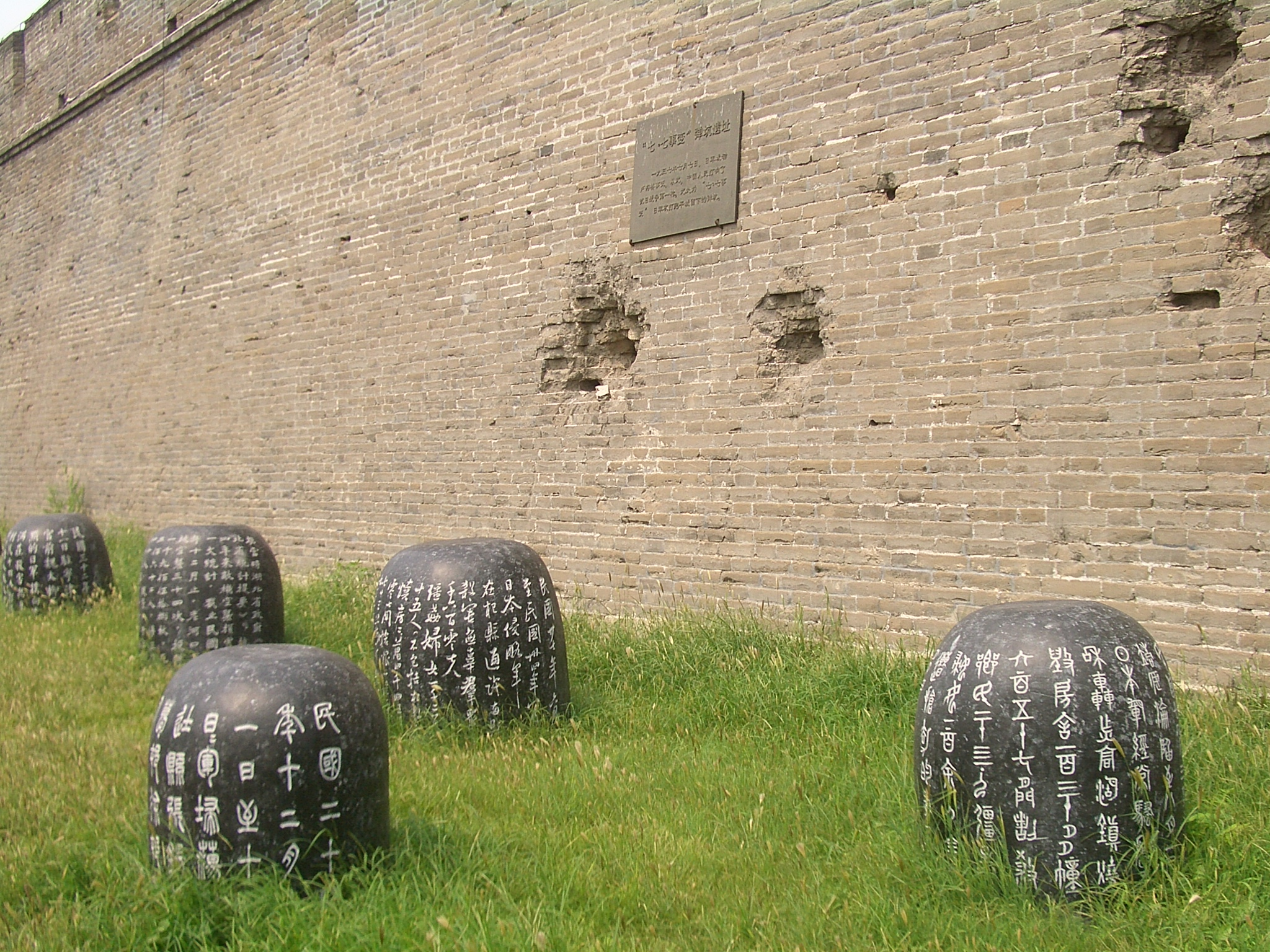
Vết đạn của quân Nhật trên tường thành Uyển Bình. Phía dưới là các trống đá ghi tóm lược lịch sử của cuộc chiến tranh diễn ra sau sự kiện này.

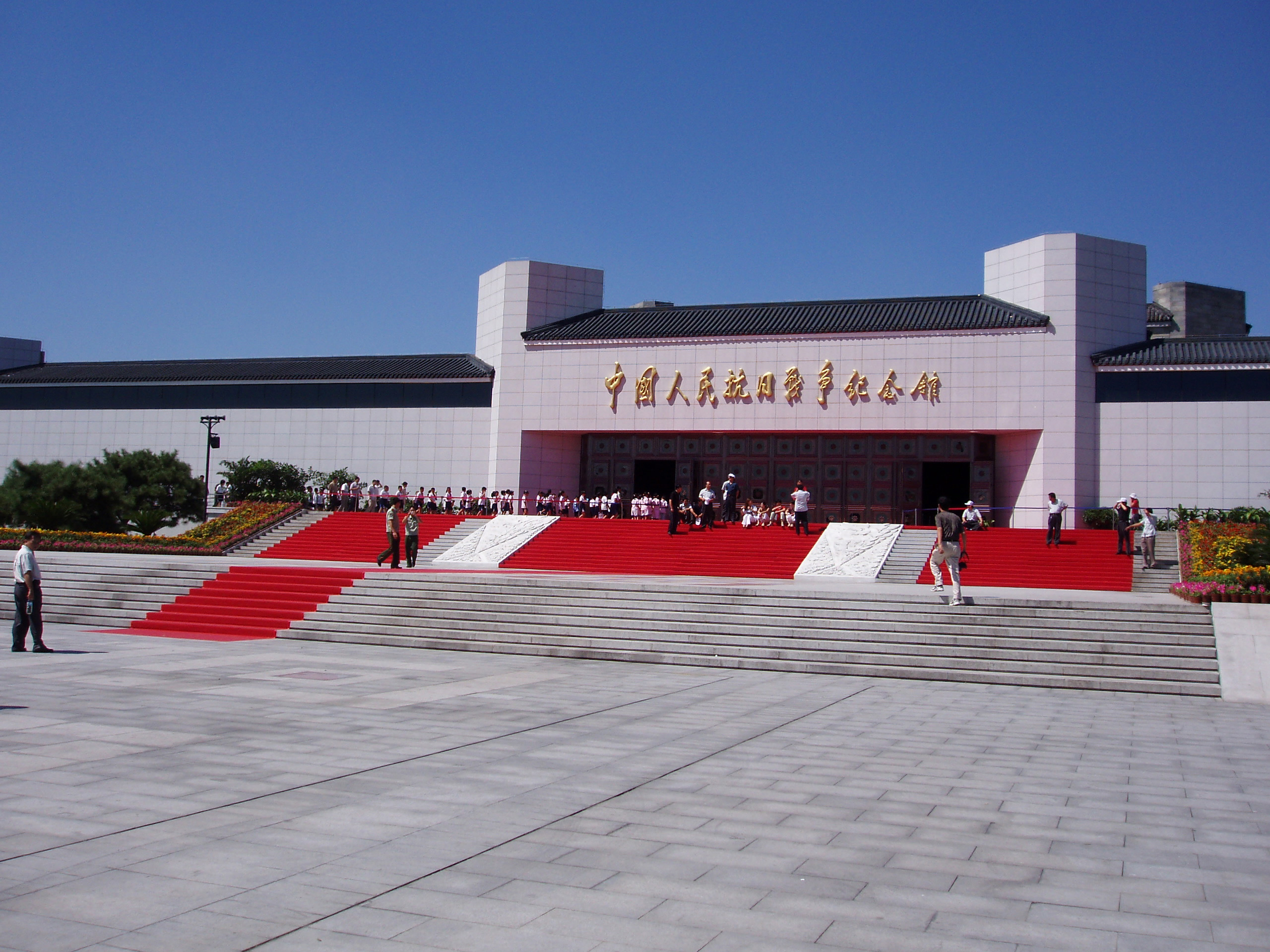
Nhà tưởng niệm cuộc chiến tranh kháng Nhật trong thành Uyển Bình.

Căng thẳng gia tăng sau sự kiện cầu Lư Câu đã trực tiếp dẫn tới cuộc chiến tranh quy mô toàn diện ở trận Bắc Bình-Thiên Tân vào cuối tháng 7 năm 1937. Mất cầu Lư Câu và thành Uyển Bình, Bắc Kinh bị cô lập hoàn toàn và mau chóng rơi vào tay quân Nhật.
Hiện giữa các nhà nghiên cứu lịch sử vẫn còn có bất đồng về việc sự kiện này xảy ra ngoài dự kiến hay có chủ ý từ trước của quân Nhật để lấy cớ xâm lược Trung Quốc. Binh sĩ Nhật mất tích sau đó đã tìm thấy bình an vô sự. Một số sử gia Nhật Bản cho rằng sự kiện này do Đảng Cộng sản Trung Quốc chủ mưu, để cho quân Nhật và Quốc Dân Đảng đánh nhau còn mình thì "tọa sơn quan hổ đấu".